# Grow into One
Grow into One é o segundo álbum lançado pela cantora pop japonesa Koda Kumi, lançado em Março de 2003. O álbum contém um dos singles de maior sucesso da cantora, e que fez com que ela conseguisse alcançar o sucesso, real Emotion／1000の言葉. A primeira tiragem do álbum vinha em uma slipcase especial e com uma versão orquestrada de 1000 no kotoba, posteriormente incluída na compilação Best ~Bounce&Lovers~. Chegou a oitava posição na Oricon Albums Chart, ficando na parada por 43 semanas.

## Formatos e faixas
CD
1. "Teaser feat. Clench & Blistah"
2. "real Emotion"
3. "BOY FRIEND?"
4. "Your only one"
5. "one"
6. "One night romance"
7. "1000の言葉" (1000 no Kotoba)
8. "S.O.S ～sound of silence～"
9. m・a・z・e
10. "乱反射" (Ranhansha)
11. "Pearl Moon"
12. "Nasty girl"
13. "To be one"
14. "love across the ocean"
15. Bonus Track: "1000の言葉" (Alternate Orchestra Version)